# Campagnolo
Campagnolo és una empresa italiana líder en la creació i fabricació de components per al ciclisme. Va ser creada per Tullio Campagnolo el 1927 i actualment fabrica tota mena de components per al ciclisme en ruta. La seva principal competència ve donat per les companyies Shimano i SRAM.

## Història
L'activitat de Campagnolo va començar el 1933 en un petit taller de Vicenza. El seu fundador, Tullio Campagnolo, a començaments dels anys 20 era ja una jove promesa del ciclisme italià. I precisament a causa d'una d'aquestes carreres ciclistes, exactament el dia 11 de novembre de 1927, va néixer l'aventura projectiva-industrial Campagnolo. D'un fracàs degut a les adverses condicions atmosfèriques, en el Paso Croce d'Aune de les Dolomites, va néixer la primera idea Campagnolo: un tancament ràpid per a les boixes de les rodes que, juntament amb les successives, determinarà el desenvolupament de la bicicleta esportiva moderna. El 1930 es patenta i presenta oficialment al món de la mecànica de precisió per a l'esport, el famós «canvi de barnilla».

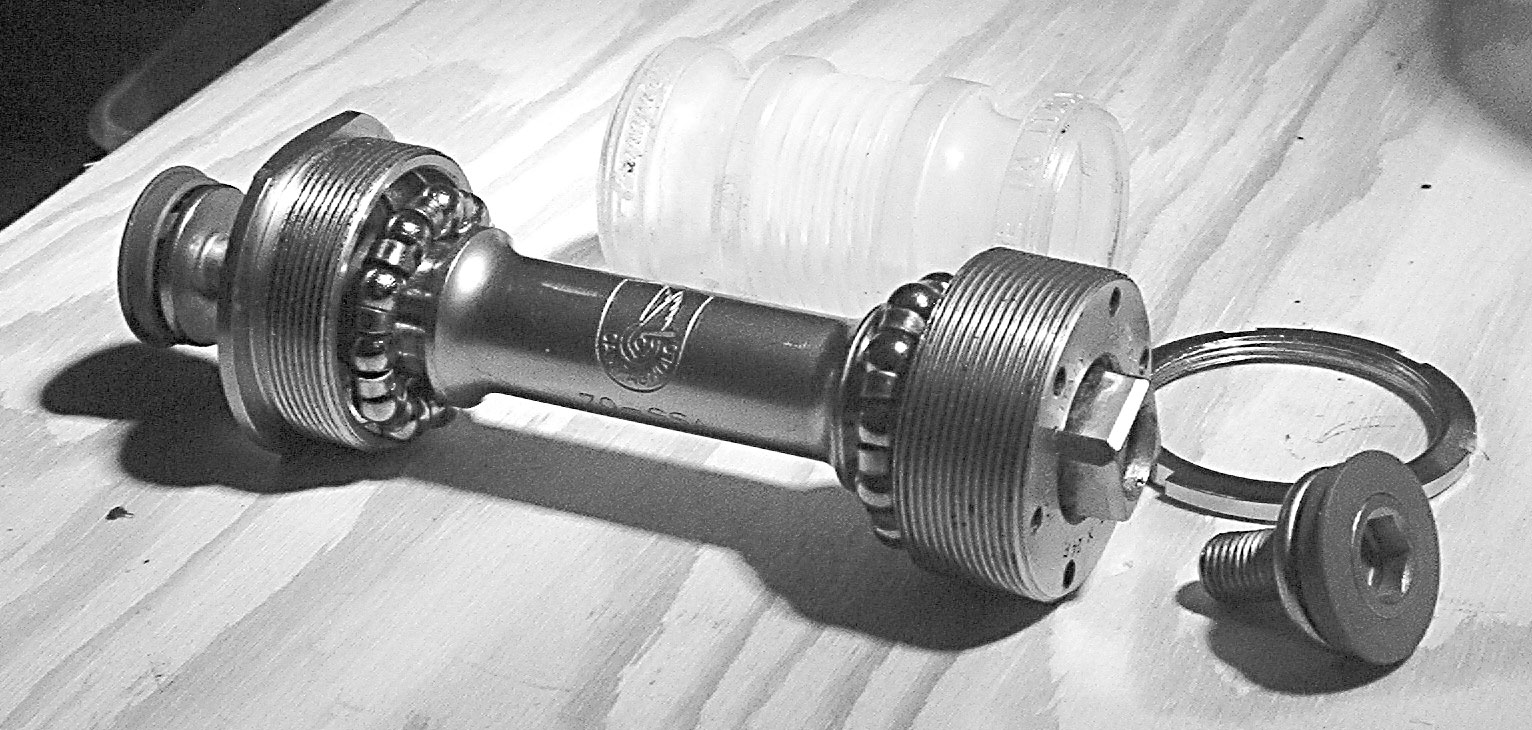
Un eix proyectat per Campagnolo

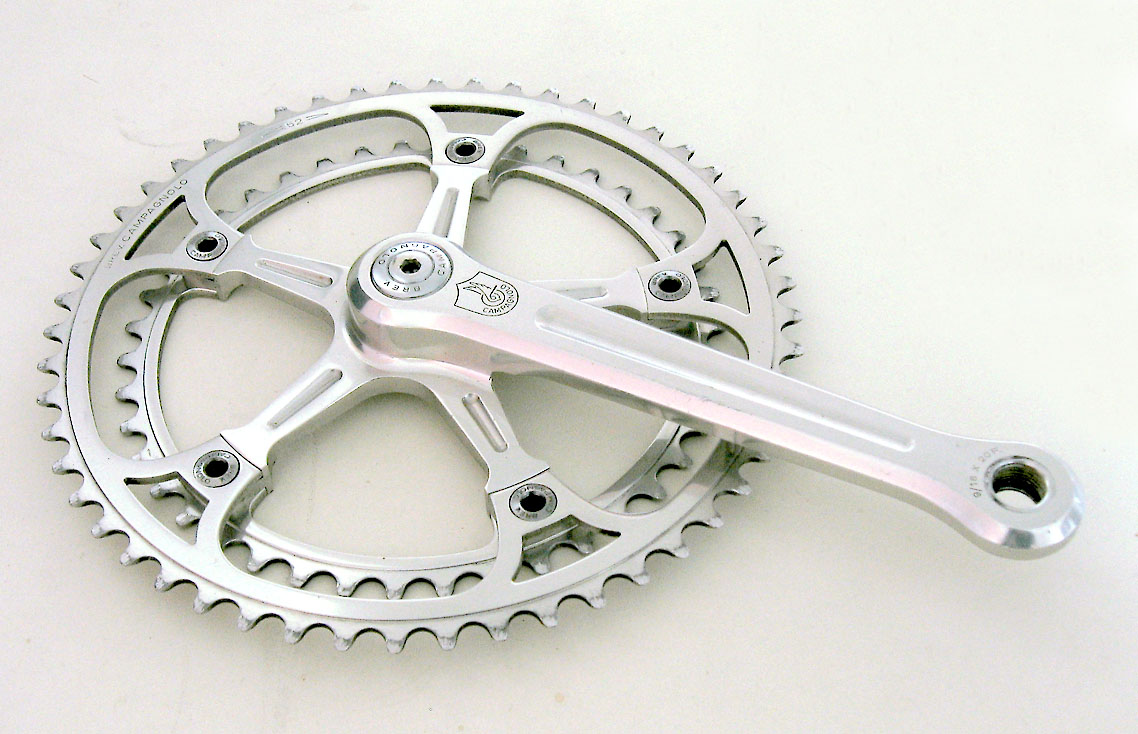
Plats i bieles Campagnolo Super Record, fabricats el 1981

Només es va tractar del primer pas: nous projectes i patents van modificar radicalment el món del ciclisme i, pel que afirmen els més grans campions de l'època, els productes Campagnolo es van convertir en sinònim d'èxits i triomfs. De les victòries a la fama el pas és molt curt i Campagnolo, per fer front a les creixents comandes procedents de diversos mercats, va adequar i desenvolupar també les seves dimensions. Les més importants i famoses empreses fabricadores de bicicletes de l'època van començar també a usar amb èxit els productes Campagnolo. Del «canvi de barnilla» es va passar al canvi de «paral·lelogram articulat» que va obrir el camí al ciclisme modern i que vincula indissolublement el nom de l'inventor al component.
El període entre 1930, any en què es va realitzar la primera patent, i 1940 representa la posada en marxa de la societat. Tullio Campagnolo cessa la seva activitat de ciclista professional per dedicar-se exclusivament a l'empresarial. Els factors que determinen el seu èxit són la seva pròpia experiència directa, la tenacitat, el perfeccionisme tècnic i la gran capacitat publicitària que aconseguirà vincular el nom dels més famosos corredors d'aquell temps amb el canvi Campagnolo.
Tullio Campagnolo l'any 1940 contracta el seu primer empleat. Immediatament passada la Segona Guerra Mundial, l'empresa registra un sorprenent èxit que li'n permet créixer ràpidament arribant a tenir, el 1950, 123 empleats al seu càrrec, i entrant d'aquesta manera a formar part de la indústria mitjana de Vicenza. Tullio no deixa de cercar noves solucions tècniques; després del canvi i del desviador del canvi, inicia la producció de bieles, frens, jocs de direcció, plats, etc. El 2008 s'han tret grups nous de 11v.

## Guanyadors Tour de France amb Campagnolo
| Any  | Guanyador       | País          |
| ---- | --------------- | ------------- |
| 1968 | Jan Janssen     | Països Baixos |
| 1969 | Eddy Merckx     | Bèlgica       |
| 1971 | Eddy Merckx     | Bèlgica       |
| 1972 | Eddy Merckx     | Bèlgica       |
| 1973 | Luis Ocaña      | Espanya       |
| 1974 | Eddy Merckx     | Bèlgica       |
| 1976 | Lucien Van Impe | Bèlgica       |
| 1978 | Bernard Hinault | França        |
| 1979 | Bernard Hinault | França        |
| 1980 | Joop Zoetemelk  | Països Baixos |
| 1981 | Bernard Hinault | França        |
| 1982 | Bernard Hinault | França        |
| 1984 | Laurent Fignon  | França        |
| 1985 | Bernard Hinault | França        |
| 1986 | Greg LeMond     | Estats Units  |
| 1987 | Stephen Roche   | Irlanda       |
| 1988 | Pedro Delgado   | Espanya       |
| 1990 | Greg LeMond     | Estats Units  |
| 1991 | Miguel Indurain | Espanya       |
| 1992 | Miguel Indurain | Espanya       |
| 1993 | Miguel Indurain | Espanya       |
| 1994 | Miguel Indurain | Espanya       |
| 1995 | Miguel Indurain | Espanya       |
| 1996 | Bjarne Riis     | Dinamarca     |
| 1997 | Jan Ullrich     | Alemanya      |
| 1998 | Marco Pantani   | Itàlia        |
| 2006 | Óscar Pereiro   | Espanya       |